# Иштван Ивањи
Иштван Ивањи (мађ. Iványi István) био је професор у Суботичкој гимназији, историчар и археолог, оснивач и први библиотекар Градске библиотеке у Суботици. Највише је познат по својој двотомној монографији града, штампаној 1886. године.

## Кратка биографија
Рођен је у румунском делу Баната, у Лугошу, граду Тамишке Жупаније, од оца Иштвана Ивановског (мађ. Ivanovszky István) и мајке Каролине Лист (мађ. Liszt Karolina). Године 1867. је своје презиме променио у Ивањи. Гимназију је похађао у Лугошу, Темишвару и Сегедину, а 1862. је ради даљих студија приступио католичким Пијаристима. У оквиру реда предавао је од 1866. у Сегедину, Великој Канижи, Будимпешти и Њитри, a 1875. иступио је из реда. Тада је дошао у Суботицу, где се пријавио за посао предавача у гимназији. У овом граду се 1876. оженио Маријом Вали (мађ. Váli Mária) и ту се настанио. Од 1881. присутан је у животу локалне Евангелистичке (Лутеранске) цркве као чиновник. Све до 1895. библиотекар је прве градске библиотеке коју је 1892. основао при тадашњем Националном Касину у монументалној згради која и данас удомљава ову установу.
1883. годинe суоснивач је Жупанијског Историјског Друштва (мађ. Bács-Bodrog Vármegyei Történelmi Társulat) а у периоду од 1883. до 1896. је на функцији потпредсеника.
У изузетно богатој писменој задужбини коју је оставио за собом имамо све од културних обичаја народа и народности у Бачкој, до политичких критика друштва. Као историчару, од историјских периода омиљен му је био турски, нарочито добро је познавао прилике у времену најезде Османлија (XVI-XVIII. век) о чему је обимно писао.
Пре свега својом марљивошћу, али и резултатима утицао је на низ колега учитеља и професора, млађих и старијих, неки од којих су попут њега деловали као полихистори, и одржавао контакте са колегама из целе регије. Био је већ за живота цењени и угледни стручњак на пољу историје, археологије и музеологије не само у Бачкој него и шире. Збирка коју је уређивао и чувао у кабинету гимназије рачуна се као зачетак Суботичког градског музеја. Део његове збирке (за период 1724-1783) чува се у Историјском Архиву, у фондовима од изузетног значаја.
Иако у Суботици само једна малена улица носи његово име, град се 2007. године – 90 година након научникове смрти – удостојио и спомен-бистом одужио свом некадашњем суграђанину. Ивањи је сахрањен у Суботици, његов гроб се налази у Бајском гробљу.

## Одабрана библиографија
- Историја слободног краљевског града Суботице, 1886, 1892.[1]
- Географски и историјски именик Бачко-Бодрошке жупаније, I.-V., Суботица, 1889-1907[4]
- Читанка из мађарског језика за средње студије, 1-2. разреди, 1876[5]
- Историографска литература жупанија Бач и Бодрог, Сомбор, 1881[6]
- Потиска (Шајкашка) граничарска област, 1686-1750, Будимпешта, 1885[7]
- Суботица и њена околина у 1848-49. Збирка докумената. Суботица, 1886[8]
- Нова жупанија Бодрог (1686-1806), Будимпешта, 1887[9]
- Извештај Антона Котмана саветника краљ. судског већа о стању коморских степа Бачке области. Превео [са немачког] И. Ивањи, Суботица, 1888[10]
- Историјска топографија Футога и Футошког феудалног имања, Суботица, 1895[11]
- Критике о историјској монографији Суботице и именику окружних имена Бачке жупаније. Осврт на моје писмено дело / И. Ивањи, Суботица, 1904[12]
- Историја саветски уређеног града Лугоша, 1907[13]
- Цивилна власт у Суботици 1902-1912.[14]
- Ивањи Иштван: Сећања на мој живот (аутобиографија), Суботица, 1974[15]

## Монографија Суботице
Овај рад представља сложену грађу на преко 1200 страна који презентује материјал незаобилазан за проучавању историје Војводине, нарочито о њеном новијем миленијуму (XVI-IX век) за шта је на располагању мало преживелих извора. Суботица треба да је поносна на оваквог историографа, јер је мало које својевремено насеље имало овако квалитетну монографију.
Док се први том бави историјом, дотле други, незнатно дебљи обрађује оновремене друштвене прилике, религиозност, народне и етничке обичаје, културни живот, географске и природне одлике, привреду, образовање итд. Други том издат је седам година након првог, што указује на напор који је уложен, рад је укључивао и путовања до Беча и Будима. Ивањију се током рада на монографији погоршао и вид, тако да је једно време чак суспендован од професорског рада. Суботица и околина је од тада, нарочито у новије време обрађена у низ издања и монографија, али никад у тако опширном и обимном делу, са толико детаља и разноврсних тема.
Одређене грешке у историјским тумачењима не треба атрибутовати лично њему, јер Ивањи барата тада расположивом литературом. Његова схватања треба посматрати у духу времена. На пример за Буњевце које сматра словенском већином у Суботици, Ивањи каже да су католички Срби, док друге народе и народности, Хрвате, Шокце, Русине, Словаке и друге етничке мањине износи са знатно мање детаља.
Монографија је делимично преведена на српскохрватски. Превод је излазио у часопису „Pro memoria” од 1986. до 1990.